# Fiat Toro
O FIAT Toro é um Sport Utility Pick-Up (SUP), uma nova categoria de picapes, produzido pela FIAT, marca da Stellantis, lançado em 2016. É fabricado em Goiana (Pernambuco, Brasil). O nome do modelo, é Toro, no masculino. A montadora FIAT sempre se referiu ao mesmo assim, inclusive em um comunicado, se refere como novo Fiat Toro. Será vendido futuramente nos Estados Unidos, com a marca RAM Trucks, ainda sem definição de nome.

## História
O FIAT Toro, foi inicialmente caracterizado apenas como projeto 226, o segundo produto da fábrica da FCA em Goiana (Pernambuco, Brasil). Suas formas confirmam as primeiras projeções do modelo, divulgadas pelo site Autos Segredos em novembro passado. Também vem deles a informação de que seu nome definitivo será Toro. Com isso, a primeira picape médio-compacta do país, a Renault Duster Oroch, terá após o carnaval de 2016, forte concorrência. Durante o Salão do Automóvel de 2014 a Fiat mostrou uma prévia do que seria a picape. O conceito FCC4 seria só um “exercício de design”, segundo o release da época, mas era bem mais do que isso. O porte será o mesmo das picapes médias de 20 anos atrás. Hoje, as médias têm o porte das antigas picapes grandes, o que criou um gap de mercado.
Assim como muitos veículos da Fiat, a picape que estreou o conceito SUP (Sport Utility Pick-up) tem seu nome derivado do idioma italiano. "Toro" significa "Touro" e está relacionado à robustez e força do animal. 
Na Colômbia é fabricado como RAM 1000.

## Teste de segurança do Latin NCAP
A Fiat Toro foi testada pelo Latin NCAP em março de 2018, tendo 4 estrelas tanto para os adultos, tanto para as crianças, o teste foi feito no Brasil.
O veículo continha os seguintes itens de segurança: airbag frontal para motorista e passageiro e Freio ABS (que são obrigatórios ter nos veículos do Brasil desde 2014), protensores do cinto da frente, sistema de Aviso de cinto de segurança, controle eletrônico de estabilidade e Isofix.

### Comentários
Adultos:
Impacto frontal: A proteção oferecida à cabeça e ao pescoço do motorista e do acompanhante foi boa. O peito do motorista, bem como o do acompanhante, recebeu uma proteção adequada por parte dos sistemas de retenção. Os joelhos do motorista e os do acompanhante apresentaram boa proteção. As tíbias do motorista mostraram proteção adequada e as do acompanhante, boa. A área dos pés é estável, exibindo deformação insignificante. A proteção dos pés é boa. A estrutura foi considerada estável. Impacto lateral: o veículo proporcionou boa proteção à cabeça, abdome e pelve, enquanto o peito conseguiu proteção marginal. ESC: O ESC foi avaliado, cumprindo seu desempenho com os requisitos regulamentares do Latin NCAP. O carro conta com sistemas de lembrete de cinto de segurança nas duas vagas da frente. Por causa de tudo isso, o carro ganhou quatro estrelas quanto à proteção do ocupante adulto.
Crianças:
O Sistema de Retenção Infantil (SRI) para a criança de três anos foi capaz de impedir o deslocamento para frente no impacto frontal, além dos limites permitidos; oferecendo, também, boa proteção à cabeça e adequada para o peito. O dummy de um ano e meio foi instalado olhando para trás, utilizando ancoragens Isofix, sendo sua proteção boa para a cabeça e marginal para o peito no impacto frontal. Impacto lateral: Ambos os dummies crianças foram bem protegidos no impacto lateral. Todos os SRIs avaliados foram aprovados quanto a sua instalação. A sinalização e instruções no carro, a respeito do uso do SRI e das ancoragens Isofix, não cumpriam com os requisitos do Latin NCAP. A desativação do airbag do passageiro é feita por meio da tela tátil, explicada no manual de instruções. O Toro oferece cintos de três pontos em todas as posições como padrão, cumprindo com os padrões técnicos internacionais. Conta com ancoragens Isofix com top tether nas posições laterais traseiras como equipamento padrão. Tudo isso explica as quatro estrelas na proteção do ocupante criança.

## Características
Sua plataforma é compartilhada com o Jeep Renegade. Oferece uma gama diversificada de motores, com propulsores Diesel e Flex todos com quatro cilindros em linha. Há opção de transmissão manual de 6 velocidades, automática de 6 velocidades (procedência AISIN) e automática de 9 velocidades, esta última ZF.
Start/Stop, porta da caçamba tipo de duas folhas (porta de celeiro), multimídia de 5", três linhas de faróis.
O nível de acabamento é bem semelhante ao empregado no seu irmão de plataforma, e de linha de montagem, Jeep Renegade. Mas não contará com espuma injetada no painel, e o freio de estacionamento eletrônico. Nos outros quesitos, o padrão é o mesmo, sem rebarbas, bem acabado, e de qualidade. Além disso, o espaço interno é maior que o do Jeep Renegade, e do Fiat 500X. Muitos dos equipamentos serão compartilhados entre os três, como botões, cluster de instrumentos, dentre outros.

## Principais tecnologias[5]
Principais tecnologias: ar-condicionado de duas zonas, central multimídia com tela sensível ao toque e sistema GPS, câmera de ré, faróis de neblina, iluminação de caçamba, quadro de instrumentos com tela colorida, retrovisores com setas, rebatimento e sistema tilt down, volante revestido de couro, tomada 12V nos bancos traseiros, segunda entrada USB (também para os passageiros de trás) e 6 alto-falantes. detalhes cromados na carroceria, retrovisores na cor do carro, barras longitudinais no teto e rodas de liga-leve de 17 polegadas com pneus de uso misto. A Toro Volcano também conta com assistente de partida em rampa e de descida em ladeiras.
- ASR (Controle de Tração)
- Abertura elétrica bocal de abastecimento
- Alertas de limite de velocidade e manutenção programada
- Alça de segurança traseira com luz de leitura incorporada
- Alças de segurança coluna A lado motorista e passageiro
- Apoia-pé para o motorista
- Apoios de cabeça dianteiros com regulagem de altura
- Apoios de cabeça traseiros (3) rebaixados e com regulagem de altura
- Ar-condicionado
- Banco do motorista com regulagem de altura
- Bolsa porta-objetos e porta-copo na lateral traseira
- Bolsa porta-objetos nas portas
- Cambio Automático de 6 velocidades
- Chave canivete com telecomando para abertura e fechamento das portas
- Cintos de segurança dianteiros retráteis de 3 pontos com regulagem de altura
- Cintos de segurança traseiros (laterais e central) retráteis de 3 pontos
- Cobertura da alavanca (empunhadura) do freio de mão
- Computador de Bordo (distância, consumo médio,consumo instantâneo, autonomia)
- Console central com porta-objetos e porta-copos
- Conta-giros
- Direção elétrica
- Drive by Wire (Controle eletrônico da aceleração)
- ESP (Controle Eletrônico de Estabilidade)
- Espelho no para-sol lados motorista e passageiro
- Estepe full size
- Follow me home
- Gancho universal para fixação cadeira criança (Isofix)
- Ganchos para amarração de carga na caçamba
- HSD (High Safety Drive) - Airbag duplo (motorista e passageiro) e Freios ABS com EBD
- Hill Holder (sistema ativo freio com controle eletrônico que auxilia nas arrancadas do veículo em subida)
- Hodômetro digital (total e parcial)
- Kit aerodinâmico
- Kit ferramenta
- Lanterna traseira a LED
- Limpador e lavador do para-brisas com intermitência
- Luz de leitura
- Maçanetas e retrovisores externos na cor preta
- Motor 1.8 16V Flex
- My Car Fiat (personaliza várias funções do carro)
- Para-choque dianteiro com pintura parcial na cor do veículo
- Para-choque traseiro com soleira cromada
- Piloto automático com controlador de velocidade
- Porta-escadas
- Porta-luvas iluminado
- Porta-óculos
- Quadro de instrumentos 3,5" com relógio digital, calendário e indicador de temperatura externa multifuncional em TFT, personalizável
- Radio Connect (RDS, entrada USB/AUX (no console central), Viva-voz Bluetooth® e função Audio Streaming)
- Retrovisores externos com comando manual
- Retrovisores externos com luzes indicadoras de direção integradas
- Revestimento de caçamba
- Revestimento externo na coluna central das portas
- Rodas de aço estampado 6.5 x 16 + Pneus 215/65 R16
- Sensor de estacionamento traseiro
- Suspensão traseira multilink
- Tampa traseira dupla com abertura elétrica
- Tomada 12V
- Travas elétricas (Travamento automático a 20 km/h, indicador de portas abertas, luz interna com temporizador e tampa do combustível)
- Vidros climatizados verdes
- Vidros elétricos dianterios e traseiros com one touch e antiesmagamento lado mororista
- Volante EAS - Energy Absorbing System
- Volante com comandos do fone
- Volante com regulagem de altura e profundidade
- Válvula antirrefluxo de combustível
- Lanterna traseira de neblina

## Versões
- Toro Endurance Turbo 270 Flex AT6 2023
- Toro Freedom Turbo 270 Flex AT6 2023
- Toro Volcano Turbo 270 Flex AT6 2023
- Toro Volcano Turbodiesel 4x4 AT9 2023
- Toro Ranch Turbodiesel 4x4 AT9 2023
- Toro Ultra Turbodiesel 4x4 AT9 202

### Preço base das versões
- Toro Endurance Turbo 270 Flex AT6 2023: R$146.990
- Toro Freedom Turbo 270 Flex AT6 2023: R$160.990
- Toro Volcano Turbo 270 Flex AT6 2023: R$175.100
- Toro Volcano Turbodiesel 4x4 AT9 2023: R$188.590
- Toro Ranch Turbodiesel 4x4 AT9 2023: R$205.790
- Toro Ultra Turbodiesel 4x4 AT9 2023: R$206.890

## Reestilização da FIAT Toro
Em 22 de abril de 2021, a montadora lançou a reestilização do veículo.
Agora, possui a versão ULTRA e o inédito motor 1.3 turbo T270 de 185 cv e torque de 27,5 kgfm.

## Capacidades de carga
- Toro Freedom Flex Automática: 650 kg, 820 L
- Toro Freedom Diesel Manual: 1000 kg, 820 L
- Toro Freedom Diesel Manual: 1000 kg, 820 L
- Toro Volcano Diesel Automática: 1000 kg, 820 L (Com extensor vai para 1225 L)
- Toro Ranch Diesel Automática: 1000 kg, 820 L (Com extensor vai para 1225 L)

## Prêmio
Fiat Toro conquistou o renomado prêmio de design internacional  Red Dot Design Award.